# Carditoidea
Carditoidea zijn een superfamilie van tweekleppigen uit de orde Carditida.

## Taxonomie
De volgende families zijn bij de superfamilie ingedeeld:
- † Cardiniidae Zittel, 1881
- Carditidae Férussac, 1822
- Condylocardiidae Bernard, 1896